# Caryomyia caminata
Caryomyia caminata är en tvåvingeart som beskrevs av Gagne 2008. Caryomyia caminata ingår i släktet Caryomyia och familjen gallmyggor. Inga underarter finns listade i Catalogue of Life.